# Tromsø
Tromsø (deutsch Tromsö; norwegisch [ˈtrʊmsø] ⓘ; nordsamisch Romsa, kvenisch Tromssa) ist eine Kommune im norwegischen Fylke Troms. Die Kommune hat 79.421 Einwohner (Stand: 1. Januar 2025). Verwaltungssitz ist die gleichnamige Stadt Tromsø, die die größte Stadt im Norden des Landes ist. Die Provinzverwaltung von Troms hat hier ebenso ihren Sitz wie der Arktische Rat.

## Geographie

### Lage

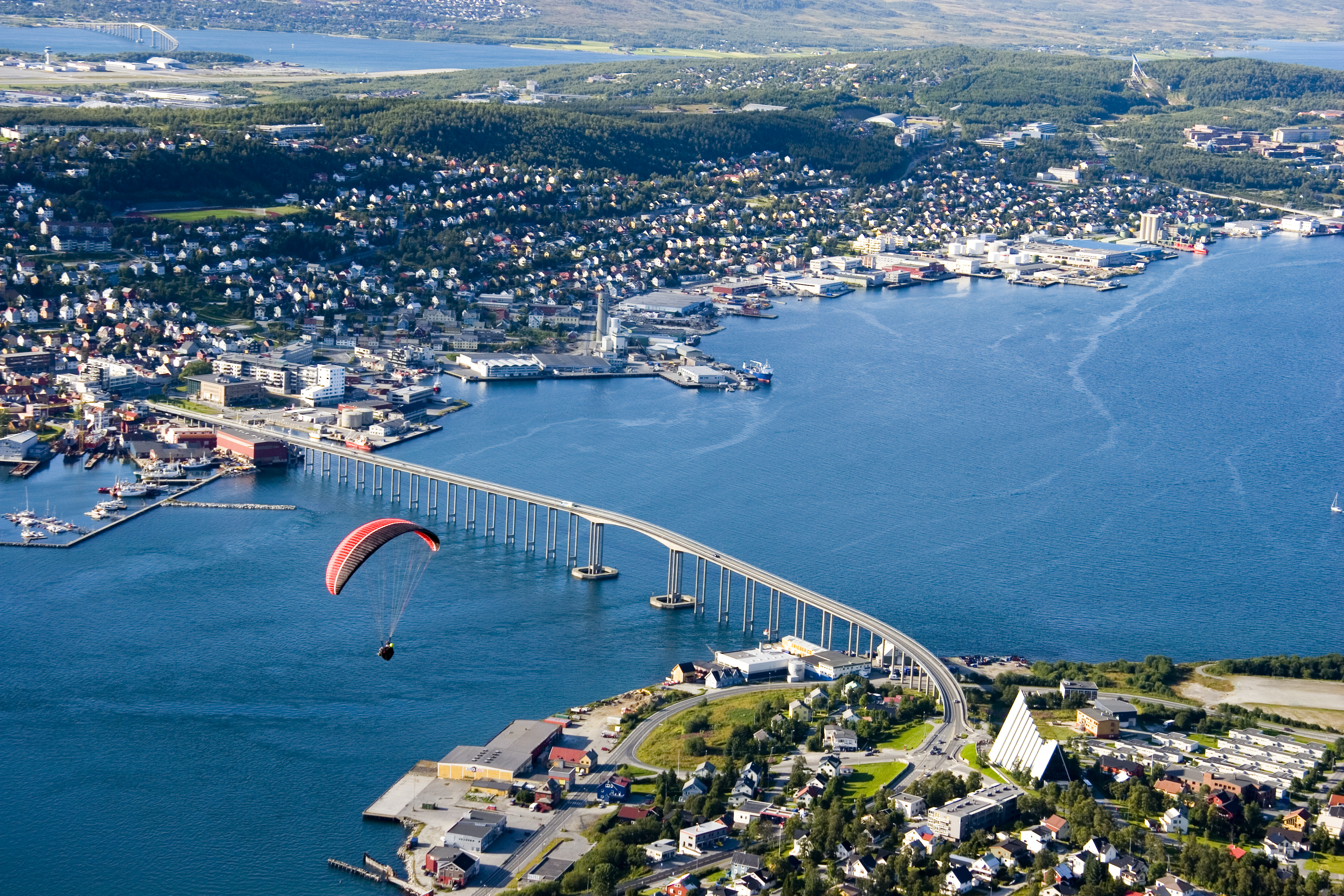
Tromsø-Brücke über dem Tromsøysund

Tromsø liegt 344 km Luftlinie nördlich des Polarkreises. Dies entspricht der geographischen Breite von Nord-Alaska. Das Gebiet der Gemeinde Tromsø geht weit über das der gleichnamigen Stadt hinaus. Es umfasst die Inseln Tromsøya und Kvaløya, den südlichen Teil der Inseln Ringvassøya und Rebbenesøya, einen Bereich auf dem norwegischen Festland sowie weitere kleinere Inseln. Das Stadtzentrum von Tromsø liegt auf der Insel Tromsøya, welche durch den Tromsøysund vom Festland und den dortigen Stadtteilen und im Nordwesten durch den Sandnessund von der Insel Kvalsøya getrennt ist. Beide Meerengen sind Teil des Grøtsunds. Im Süden der Kvalsøya liegt zwischen der Insel und dem Festland der Straumsfjord, im Norden bildet der Kvalsund die Meerenge Richtung der Ringvassøya. Weiter im Landesinneren schneidet sich der Ullsfjord in Nord-Süd-Richtung in das Gebiet ein.
Die Kommune grenzt an Karlsøy im Norden, Lyngen im Nordosten, Storfjord im Südosten und Balsfjord im Süden. Des Weiteren verläuft im Südwesten eine Grenze zur Kommune Senja im Malangsfjord. Die höchste Erhebung ist der Jiehkkevárri mit einer Höhe von 1834 moh. Er liegt an der Ostgrenze zu Lyngen.
Tromsø beheimatet nicht nur die nördlichste Universität, sondern auch die nördlichste Kathedrale der Welt.

### Klima
|                       | Jan  | Feb  | Mär  | Apr  | Mai | Jun  | Jul  | Aug  | Sep | Okt | Nov  | Dez  |   |      |
| Mittl. Tagesmax. (°C) | −2,2 | −2,1 | −0,4 | 2,7  | 7,5 | 12,5 | 15,3 | 13,9 | 9,3 | 4,7 | 0,7  | −1,3 | ⌀ | 5,1  |
| Mittl. Tagesmin. (°C) | −6,5 | −6,5 | −5,1 | −2,2 | 2,0 | 6,1  | 8,7  | 7,8  | 4,4 | 0,7 | −3,0 | −5,4 | ⌀ | 0,1  |
|                       |      |      |      |      |     |      |      |      |     |     |      |      |   |      |
| Niederschlag (mm)     | 95   | 87   | 72   | 64   | 48  | 59   | 77   | 82   | 102 | 131 | 108  | 106  | Σ | 1031 |
|                       |      |      |      |      |     |      |      |      |     |     |      |      |   |      |
| Regentage (d)         | 19   | 18   | 17   | 17   | 15  | 17   | 19   | 19   | 23  | 22  | 20   | 20   | Σ | 226  |

| −6,5 |

| −6,5 |

| −5,1 |

| −2,2 |

| 2,0 |

| 6,1 |

| 8,7 |

| 7,8 |

| 4,4 |

| 0,7 |

| −3,0 |

| −5,4 |

| −6,5 |

| −6,5 |

| −5,1 |

| −2,2 |

| 2,0 |

| 6,1 |

| 8,7 |

| 7,8 |

| 4,4 |

| 0,7 |

| −3,0 |

| −5,4 |

Wetterdaten werden in der Stadt seit 1920 aufgezeichnet. Die Jahresmitteltemperatur in der Zeit von 1961 bis 1990 liegt bei 2,5 °C. Die wärmste gemessene Temperatur entstand am 1. Juli 1972, als die höchste Temperatur bei 30,2 °C lag. Am 30. Juli 2018 wurde die erste Tropennacht, also die erste Nacht, in der die Temperaturen nicht unter 20 °C fielen, registriert. Die niedrigste gemessene Temperatur in der Stadt liegt bei −18,4 °C am 3. Februar 1966. Der durchschnittliche Niederschlag beträgt im Jahr 1031 mm. Am 29. April 1997 erreichte man den Rekord von 2,4 m Schneehöhe. Durch Ausläufer des Golfstroms sind die Wassertemperaturen für die nördlichen Breiten recht mild.
Ungefähr vom 18. Mai bis zum 25. Juli geht in Tromsø die Sonne nachts nicht vollständig unter, dafür erlebt man im Zeitraum vom 26. November bis zum 17. Januar keinen Sonnenaufgang. Infolge der umliegenden Berge zieht es sich praktisch bis Anfang Februar hin, bis die Sonne erstmals wieder auftaucht. Wenn der Himmel klar ist, ist es trotzdem hell, nur steht die Sonne unterhalb des Horizontes. Ganztägig schwarz ist die Polarnacht nur, wenn eine dicke Wolkendecke jegliches Licht verschluckt. Die Sonne scheint durchschnittlich 1.250 Stunden pro Jahr.

## Einwohner

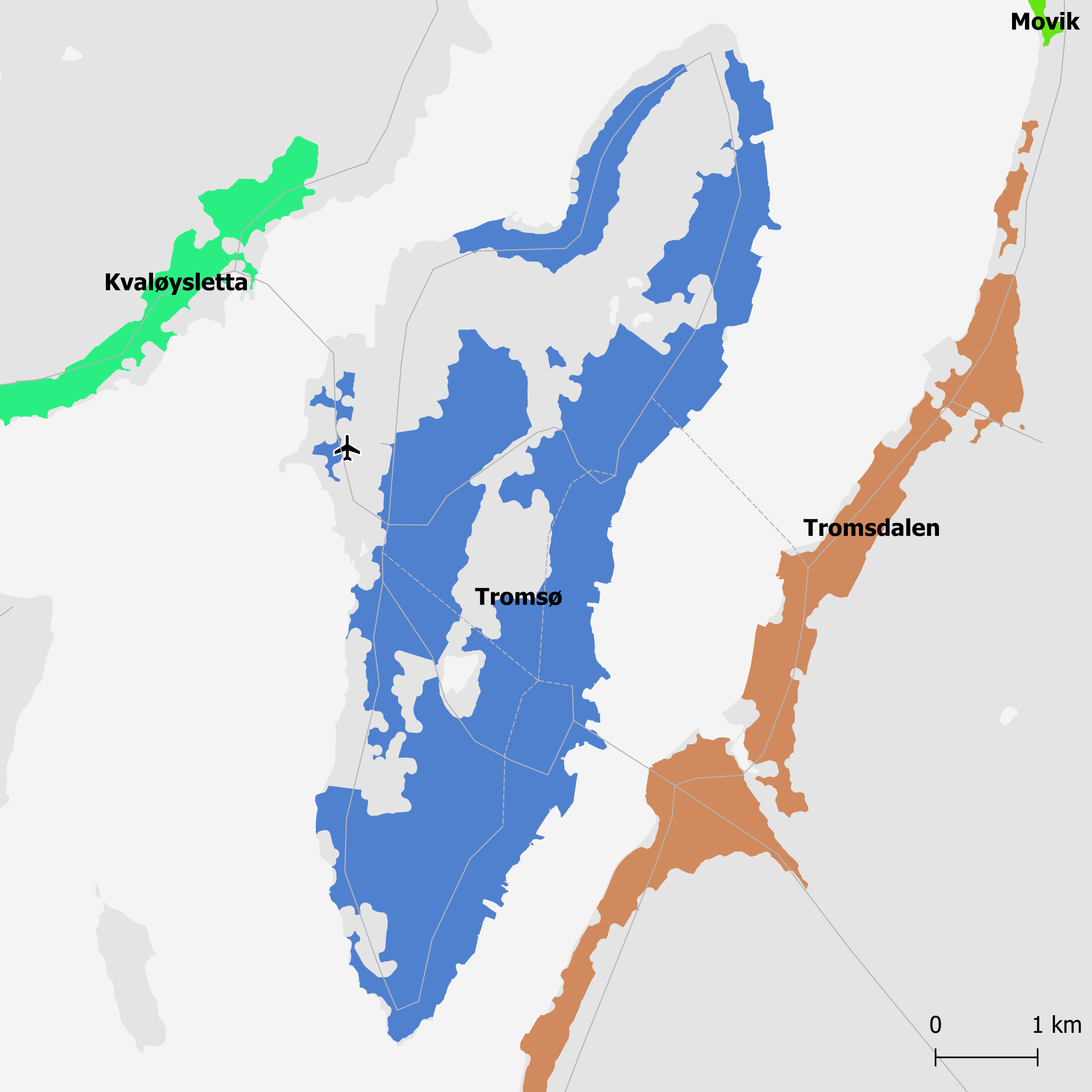
Karte der Tettsteder Tromsø, Tromsdalen und Kvaløysletta

Der Großteil der Einwohner der Kommune Tromsø lebt auf der Tromsøya und den umliegenden Inseln und dem umliegenden Festland. Auf den weiter entfernten Inseln sowie am Rand der Kommune ist die Bevölkerung weit weniger konzentriert.
| Jahr          | 1986   | 1990   | 1995   | 2000   | 2005   | 2010   | 2015   | 2020   | 2025   |
| ------------- | ------ | ------ | ------ | ------ | ------ | ------ | ------ | ------ | ------ |
| Einwohnerzahl | 48.091 | 50.548 | 55.676 | 59.145 | 62.558 | 67.305 | 72.681 | 76.974 | 79.421 |

### Unterscheidung Kommune, Stadt und Tettsted Tromsø
Die Kommune Tromsø setzt sich neben der gleichnamigen Stadt aus weiteren Ortschaften zusammen. Die norwegische Statistikbehörde Statistisk sentralbyrå zählt acht sogenannte Tettsteder, also städtische Siedlungen. Der Tettsted Tromsø ist mit 42.782 Einwohnern auf einer Fläche von 13,8 km² der größte. Der Tettsted Tromsø stellt nur den auf der Tromsøya gelegenen Teil der Stadt Tromsø dar. Zur Stadt Tromsø zählen neben dem Tettsted Tromsø im allgemeinen Sprachgebrauch auch die beiden Tettsteder Tromsdalen mit 18.291 und Kvaløysletta mit 8775 Einwohnern. Tromsdalen liegt auf dem Festland, Kvaløysletta auf der Insel Kvaløya. Bis 2012 zählten die drei Tettsteder Tromsø, Kvaløysletta und Tromsdalen noch als ein Tettsted. Die weiteren Tettsteder sind Fagernes mit 350, Sommarøy mit 308, Ersfjordbotn mit 494, Movik mit 358 und Kjosen mit 367 Einwohnern (Stand: 1. Januar 2024).

### Sprachform
Die Einwohner der Gemeinde und der Stadt Tromsø werden Tromsøværing genannt. Tromsø hat weder Nynorsk noch Bokmål als offizielle Sprachform, sondern ist in dieser Frage neutral.

## Geschichte
Die Geschichte Tromsøs kann bis ins 13. Jahrhundert zurückverfolgt werden. Um 1250 wurde auf der Tromsøya eine Kirche errichtet, die schließlich im Jahr 1308 als „Den hellige Marias kirke i Trums nær hedningene“ in einem Briefwechsel erwähnt wird. Um diese Zeit wurde auch ein Festungswerk (Skansen) errichtet. Bis 1789 gab es ein Handelsmonopol der Städte Bergen und Trondheim, bevor dieses aufgehoben wurde. Im Jahr 1794 erhielt Tromsø Handelsprivilegien, wobei der Handel zunächst aber nur langsam begann. Im Jahr 1807 hatte Tromsø weiter unter 100 Einwohner.
Mit der Zeit erhielt die Stadt Verwaltungsfunktionen. Im Jahr 1804 wurde Tromsø offiziell Bischofssitz für Nordnorwegen, wobei sich der erste Bischof allerdings erst 1834 dort niederließ. Im Jahr 1814 wurde der Sitz des Amtmann dort hinverlegt. Des Weiteren stieg die Handelstätigkeit in der Region an und die Stadt wurde Ausgangspunkt für Expeditionen in den Arktischen Ozean. Bis 1830 war die Einwohnerzahl der Stadt auf rund 1200 angestiegen. In der folgenden Zeit wurde die Verkehrsanbindung an Südnorwegen verbessert, die vor allem über Schiffe und Boote entstand. Der Dom zu Tromsø (Tromsø domkirke) wurde 1861 eingeweiht. Im Jahr 1893 begann die Postschifflinie Hurtigruten in Tromsø anzulegen.
1902 wurde die Zeitung Nordlys gegründet. Im Jahr 1928 erhielt die Stadt mit dem Nordlichtobservatorium (Nordlysobservatoriet) eine bedeutende Institution. Eine Anbindung ans norwegische Straßennetz erfolgte im Jahr 1936, zwei Jahre später wurde die erste feste Flugverbindung aufgenommen.

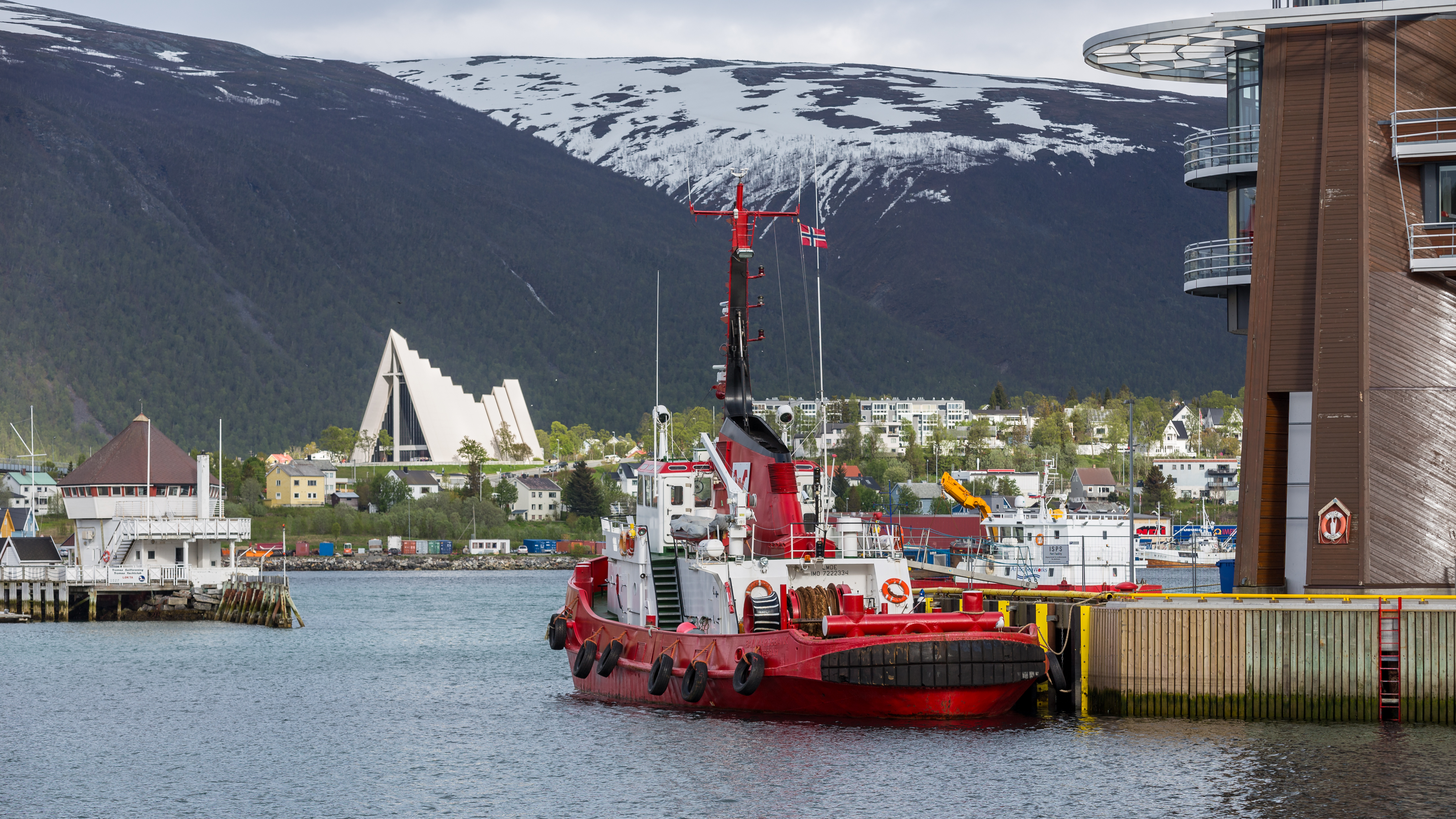
Blick vom Hafen in Richtung Eismeerkathedrale Tromsø

Ab Mai 1940 war Tromsø für kurze Zeit die Hauptstadt Norwegens, als Oslo und die südlichen Teile Norwegens besetzt waren, bevor der König und die Regierung am 7. Juni das Land verlassen mussten. 1960 wurde mit der Tromsøbrua die erste Brücke als Verbindung des Zentrums mit dem Festland erbaut; 1994 kam ein Tunnel hinzu. Die als Eismeerkathedrale bekannte Tromsdalen kirke wurde im Jahr 1965 eröffnet, im Jahr 1972 erfolgte die Gründung der Universität Tromsø.
2007 wurde Tromsø vom Norwegischen Sportverband und Olympischen Komitee ausgewählt, sich um die Olympischen Winterspiele 2018 zu bewerben. Der Verband lehnte eine Bewerbung jedoch 2008 aus Kostengründen endgültig ab. Vor allem im Hinblick auf die ökologischen und sozialen Konsequenzen einer Ausrichtung der Winterspiele wurde diese Entscheidung nicht nur in Tromsø kritisiert.

## Wirtschaft und Infrastruktur

### Verkehr
Am westlichen Ufer der Insel Tromsøya liegt der Flughafen Tromsø. Er wird überwiegend für Flüge innerhalb Norwegens genutzt. Am Ostufer liegt der Hafen von Tromsø (UN/LOCODE NO TOS), an welchem unter anderem Schiffe der Hurtigruten anlegen.
Ein Bahnanschluss besteht in Tromsø nicht, der nächste befindet sich etwa 250 km weiter südwärts in Narvik an der Ofotbanen. Das Eisenbahnprojekt Nord-Norgebanen, dessen Ziel eine Anbindung der Stadt ans Bahnnetz ist, hat angesichts des zu erwartenden Verkehrsaufkommens und der Kosten wenig Aussicht, verwirklicht zu werden.
In Tromsø beginnt die Europastraße 8 (E8), die durch den Tromsøysundtunnel die Insel Tromsøya mit dem Festland verbindet und weiter Richtung Südosten führt, wo sie außerhalb die Europastraße 6 (E6) kreuzt. Die E8 führt weiter bis an die norwegisch-finnische Grenze. Die Fernstraße Fylkesvei 862, führt von Tromsdalen auf dem Festland über die Tromsøbrua zur Insel Tromsøya, über die Sandnessundbrua auf die Insel Kvaløya bis Brensholmen und weiter über die Fährverbindung Botnhamn–Brensholmen auf die Insel Senja.
Eine Besonderheit der Stadt ist das öffentliche Straßentunnelsystem, das Teile der Insel unterhalb der Stadt durchzieht. Darin gibt es unterirdische Kreisverkehre und das Parkhaus Fjellet Parkeringshus, die unter der Stadt in den Fels gesprengt worden sind.

### Wirtschaft
Traditionell war das Wirtschaftsleben Tromsøs von der Landwirtschaft und der Fischerei geprägt. Die heutige Fischerei basiert auf größeren Flotten, die über das ganze Jahr fischen. Von Bedeutung ist dabei vor allem der Fang von Kabeljau und ähnlichen Fischarten. Die Fische werden teilweise direkt exportiert, zum Teil allerdings auch vor Ort verarbeitet. Von eher geringerer Bedeutung für Tromsø ist die Industrie, welche nur für einen kleinen Teil der Arbeitsplätze in der Gemeinde steht. Am wichtigsten dabei ist die Lebensmittelindustrie, die sich neben den Fischereiveredelungsbetrieben unter anderem auch aus der Macks Ølbryggeri, der größten Brauerei Nordnorwegens, zusammensetzt. In Tromsø angesiedelt sind unter anderem auch die Zeitungen Nordlys und iTromsø.
Ein hoher Anteil der Arbeitsplätze sind im Dienstleistungssektor zu verorten. Die Stadt Tromsø ist sowohl ein Zentrum für Handel, Kultur und Bildung als auch für die öffentliche Verwaltung. Der überwiegende Anteil der Arbeitstätigen der Kommune arbeitete im Jahr 2019 auch in ihr und pendelte nicht in die umliegenden Kommunen.

### Tourismus
Der Tourismus ist für die Region rund um Tromsø ebenfalls zu einem wichtigen Wirtschaftszweig geworden. Neben den Sehenswürdigkeiten der Stadt und den berühmten Nordlichtern bietet die Umgebung vielfältige weitere Ausflugsmöglichkeiten – beispielsweise zu Walen oder Rentieren.

## Forschung und Bildung
1968 wurde die Universität Tromsø – Norwegens Arktische Universität gegründet.
1993 beschloss das norwegische Parlament den Umzug des norwegischen Polarforschungsinstitutes (Norsk Polarinstitutt) von Oslo nach Tromsø. Seinen neuen Sitz fand das Institut im polaren Umweltforschungszentrum (Polarmiljøsenteret), in dem außerdem das norwegische Institut für Naturforschung, das norwegische Institut für Kulturforschung, das norwegische Institut für Luftforschung, das norwegische Amt für Kartographie, das Geologische Institut Norwegens, die norwegische Strahlenschutzagentur und die nationale Küstenverwaltung beheimatet sind oder Filialen unterhalten.
Tromsø ist auch heute noch einer der wichtigsten Ausgangspunkte für Expeditionen in die Polarregion. Beispielsweise startete hier 2019 die MOSAiC-Expedition des Alfred-Wegener-Instituts.

## Kultur
In Tromsø und Bodø beheimatet ist das Norwegian Arctic Philharmonic Orchestra (Arktisk Filharmoni). Es hat ein Symphonie- und ein Kammerorchester. Es ist das nördlichste professionelle Orchester der Welt und gehört zu den bedeutendsten Kulturinstitutionen Nordnorwegens.
Das Tromsø Internasjonale Filmfestival (TIFF) ist das nach Besucherzahlen größte Norwegens. Seine Büros sind im Verdensteatret, Norwegens ältestem Kino, untergebracht. In Tromsø spielte der Psychothriller Todesschlaf von Erik Skjoldbjærg.

## Sport
Der Fußballverein Tromsø IL wurde im September 1920 gegründet. Die Herrenmannschaft nutzt die Romssa Arena und spielt in der höchsten Liga, der Eliteserien. Ein weiterer größerer Sportverein ist Tromsdalen Ungdoms- og Idrettslag (TUIL) mit Teams in den Sportarten Fußball, Leichtathletik, Skisport und Turnen. Die Frauenmannschaft von IF Fløya spielt in der zweiten Liga. Für die Olympischen Winterspiele 2018 wurde untersucht, ob Tromsø sich für die Austragung bewerben solle. Man entschied sich wegen der zu hohen Kosten im Jahr 2008 schließlich gegen eine Bewerbung. Die Schacholympiade 2014 fand vom 1. bis 14. August 2014 in Tromsø statt.

## Sehenswürdigkeiten
Die Stadt weist eine Reihe von Sehenswürdigkeiten auf, die zumeist in engem Zusammenhang mit der subpolaren Lage der Stadt oder der Natur stehen. Während das Erlebniszentrum Polaria über die Polarregion und die Barentssee informiert, kann sich der Besucher im Polarmuseum über berühmte Polar-Expeditionen informieren. Auch einige Kuriosa aus der Polarwelt werden dort ausgestellt. Zu der Erlebniswelt zählt außerdem ein arktisches Aquarium, dessen Attraktion Bartrobben sind. Das Tromsø Museum, ein Teil der Universität Tromsø, zeigt eine umfassende Ausstellung über Geschichte und Kultur der Samen, die in der Region seit Jahrtausenden ansässig sind. Darüber hinaus zeigt es Wissenswertes zur Tier- und Pflanzenwelt Nordskandinaviens. Das Trollmuseum in Tromsø ist das erste und einzige Museum in Norwegen, das sich mit Trollen und Volksglauben beschäftigt und mit moderner Augmented-Reality-Technologie (AR) ausgestattet ist. Das  Nordnorsk Kunstmuseum zeigt vor allem naturrealistische Werke einheimischer Künstler. In der Nähe von Tromsø befindet sich eine Radarantenne von EISCAT (European Incoherent Scatter Scientific Association).
Die markanteste moderne Kirche Norwegens, die Eismeerkathedrale (norwegisch Ishavskatedralen), wurde 1965 am Ende der Tromsøbrua im Stadtteil Tromsdalen erbaut und weist das größte Glasmosaikfenster Europas auf. Unweit dieser Kirche liegt die Talstation der Seilbahn Fjellheisen auf den Storstein, den Hausberg von Tromsø. Mit seinen 418 m.o.H bietet der Gipfel des Berges einen beeindruckenden Ausblick auf die Stadt, den Fjord und die umliegende Insel- und Berglandschaft.

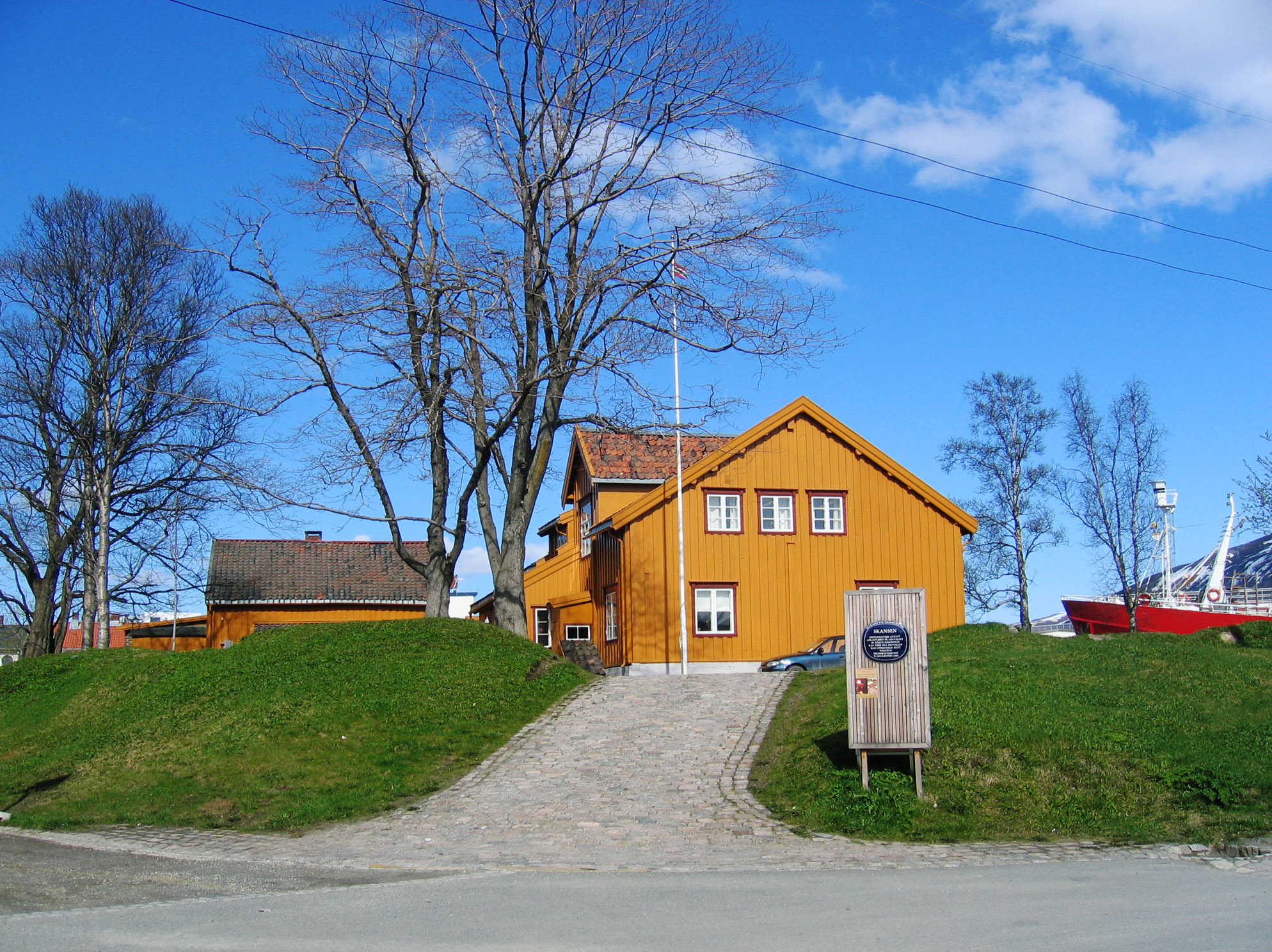
Skansen (2007)
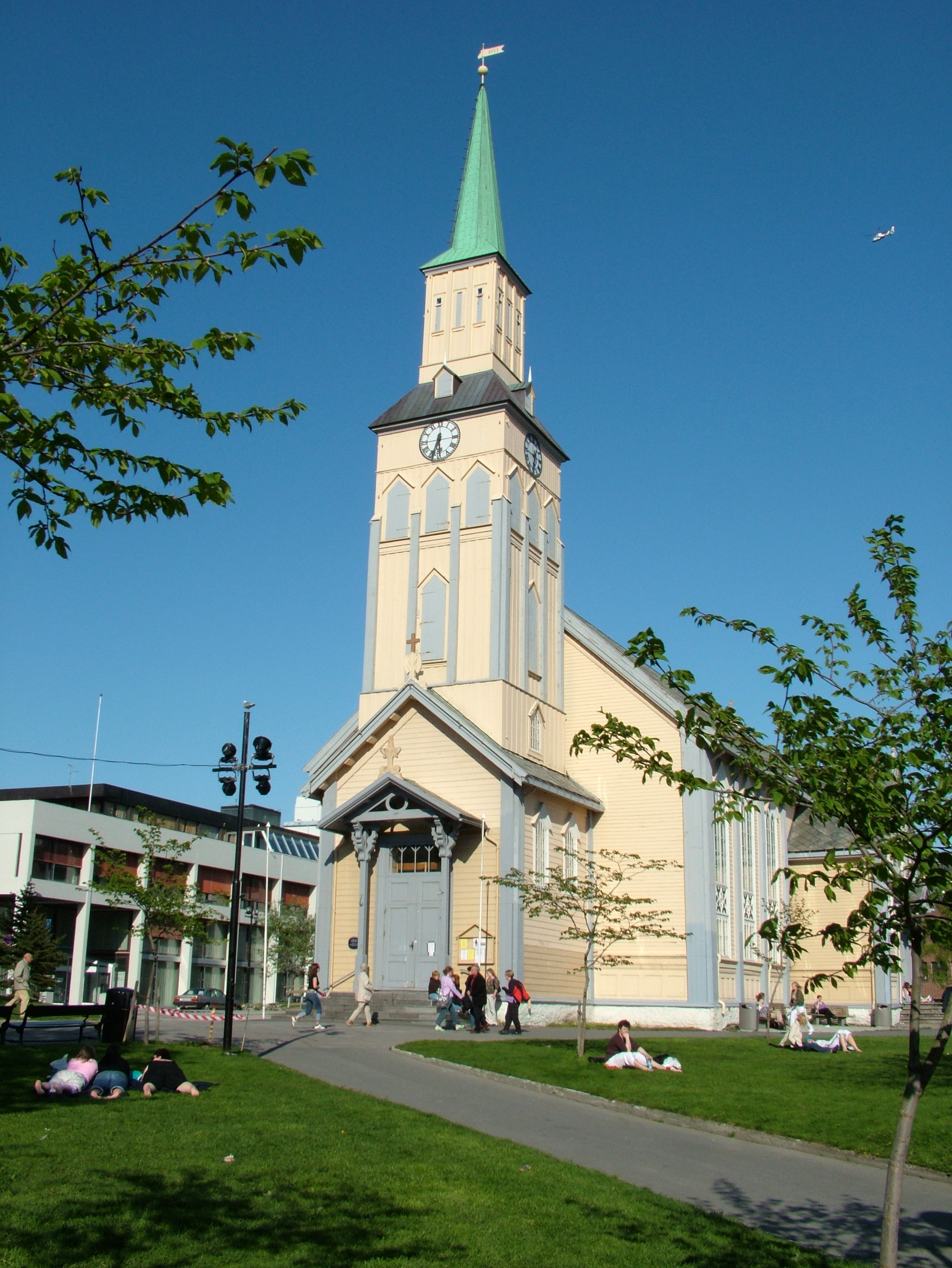
Dom von Tromsø
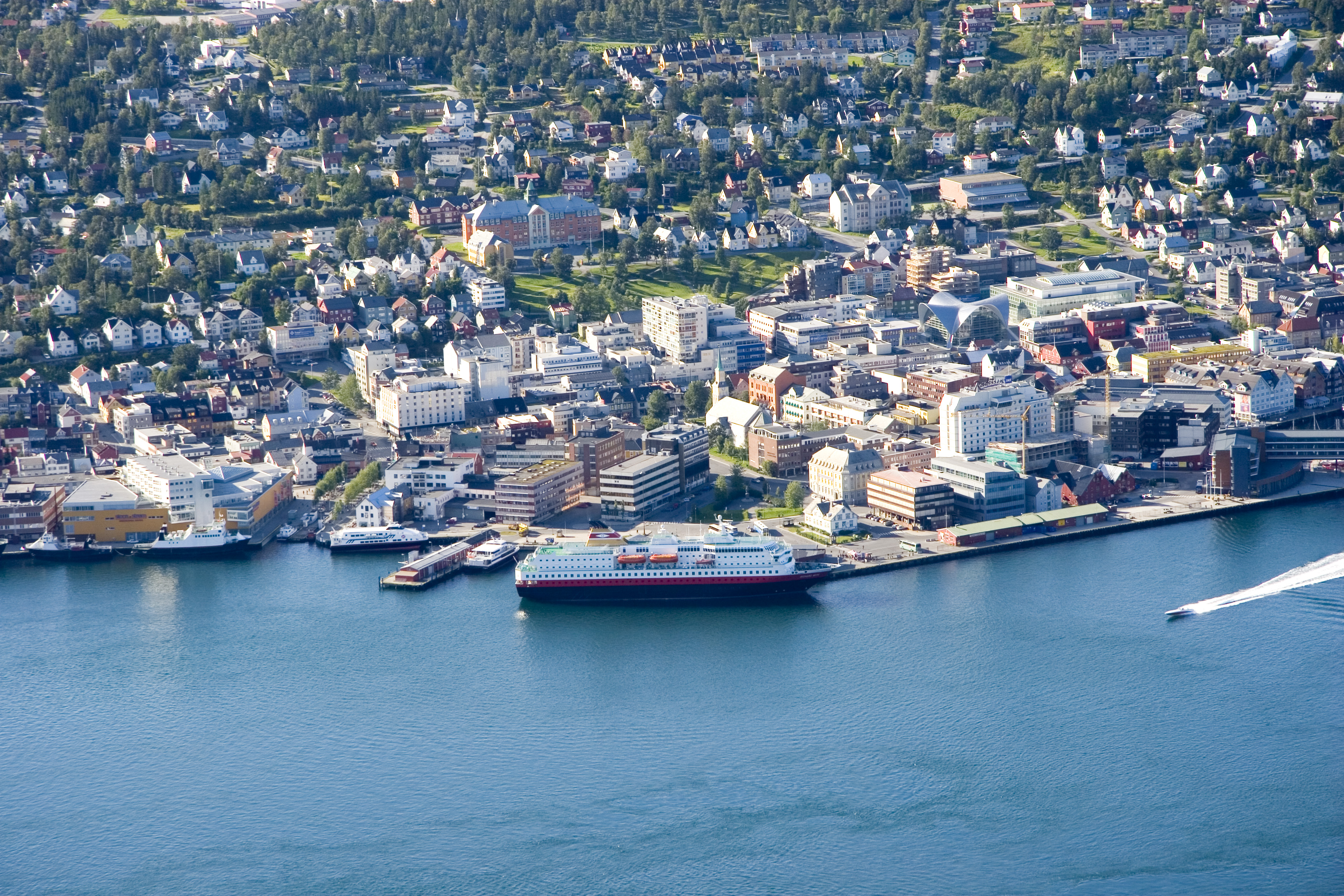
Zentrum und Hafen von Tromsø
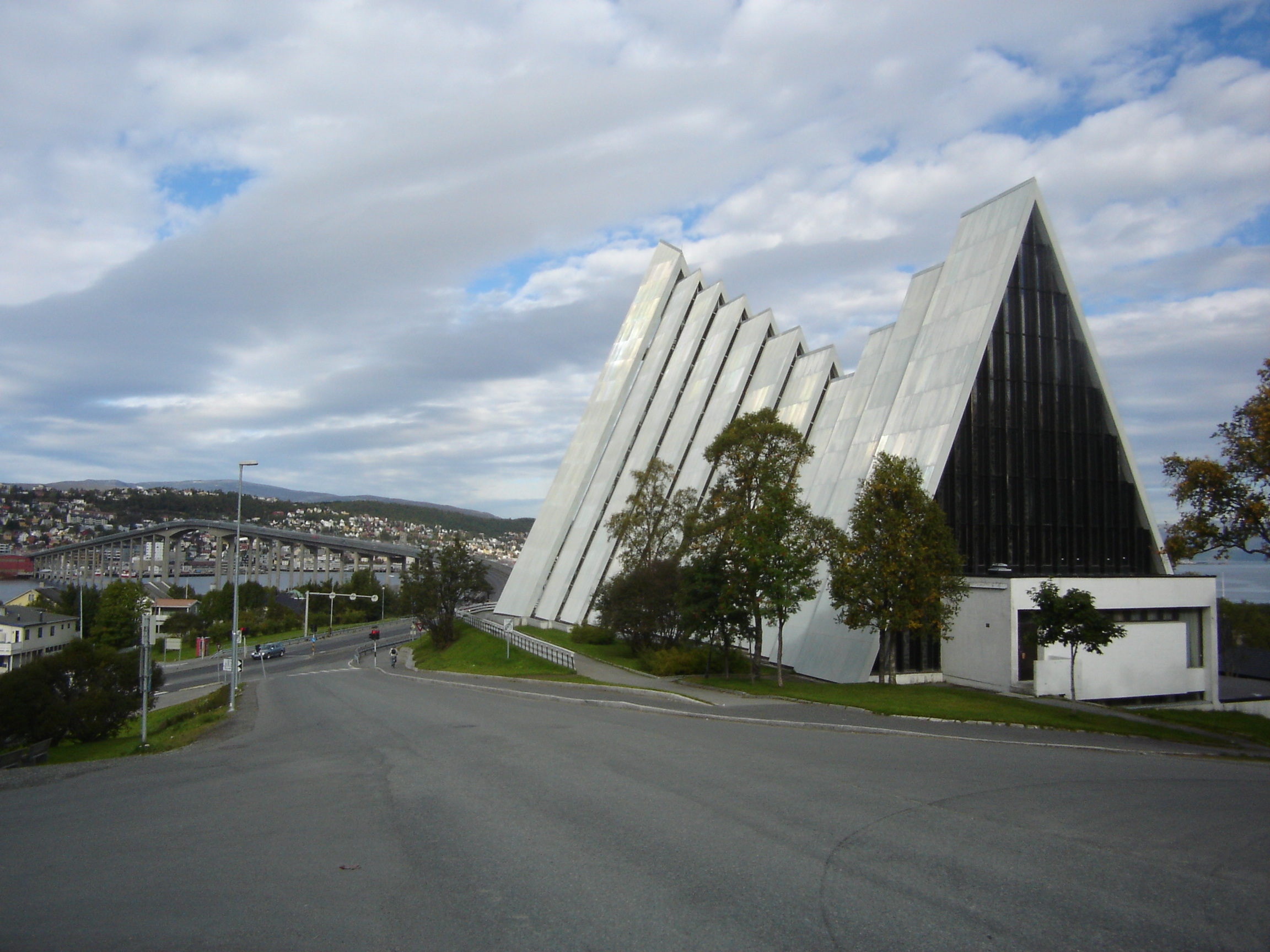
Die Eismeerkathedrale
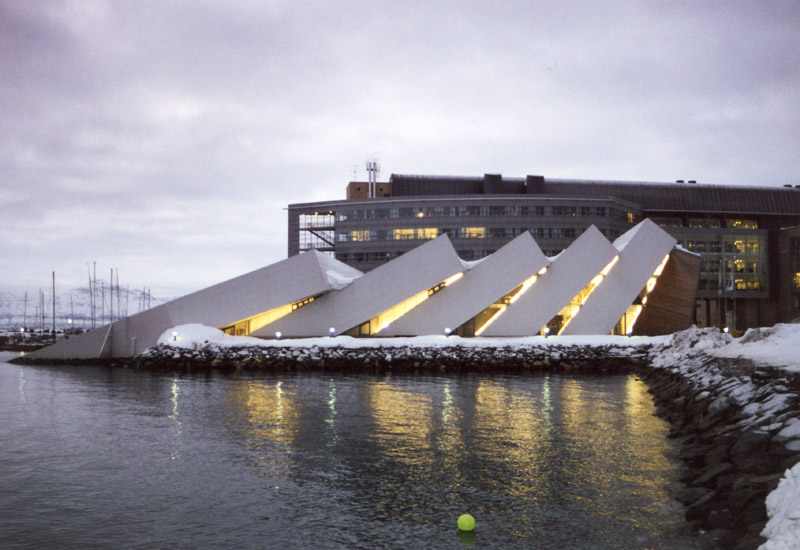
Das arktische Erlebniszentrum Polaria
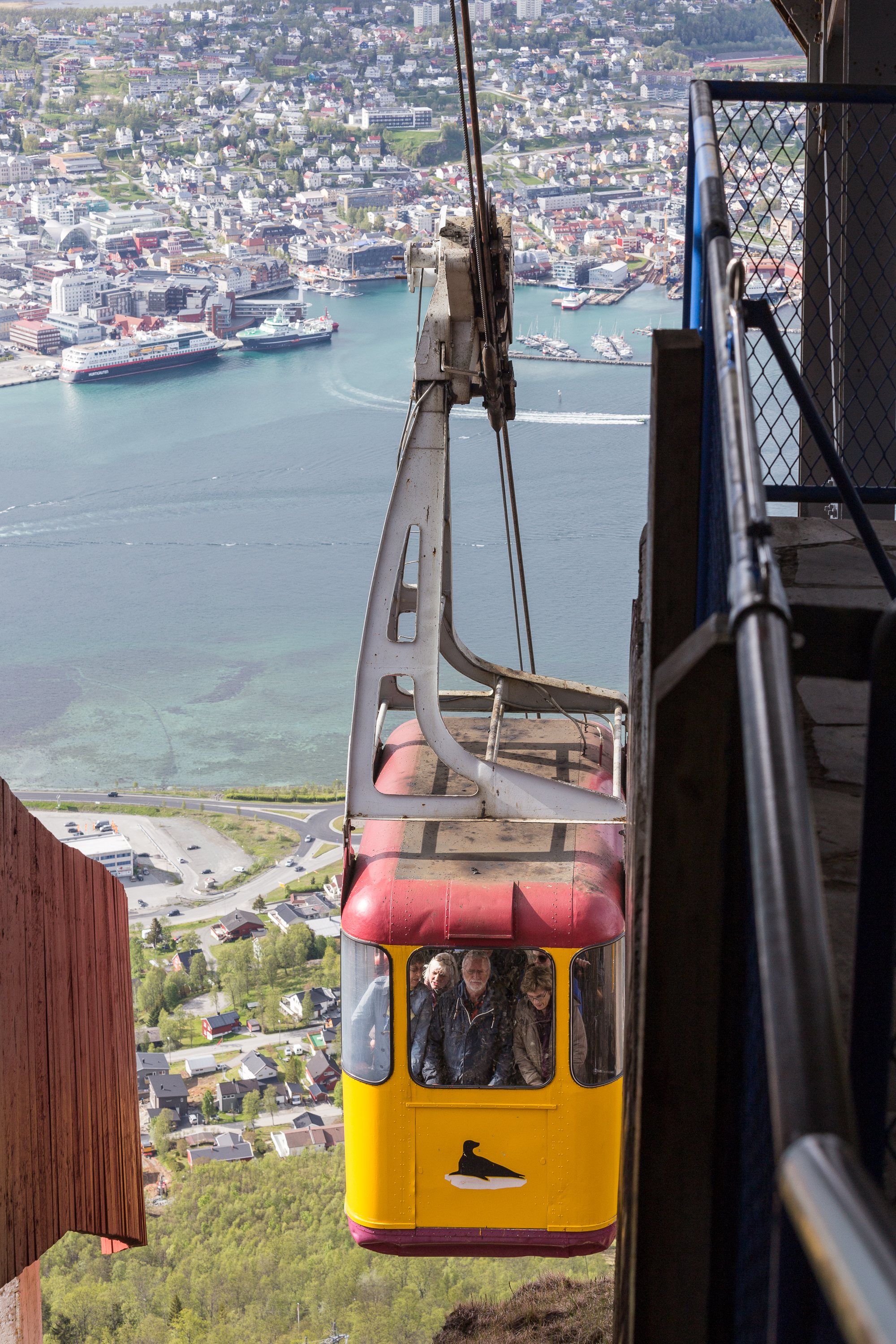
Eine Kabine der Seilbahn Fjellheisen erreicht die Bergstation.
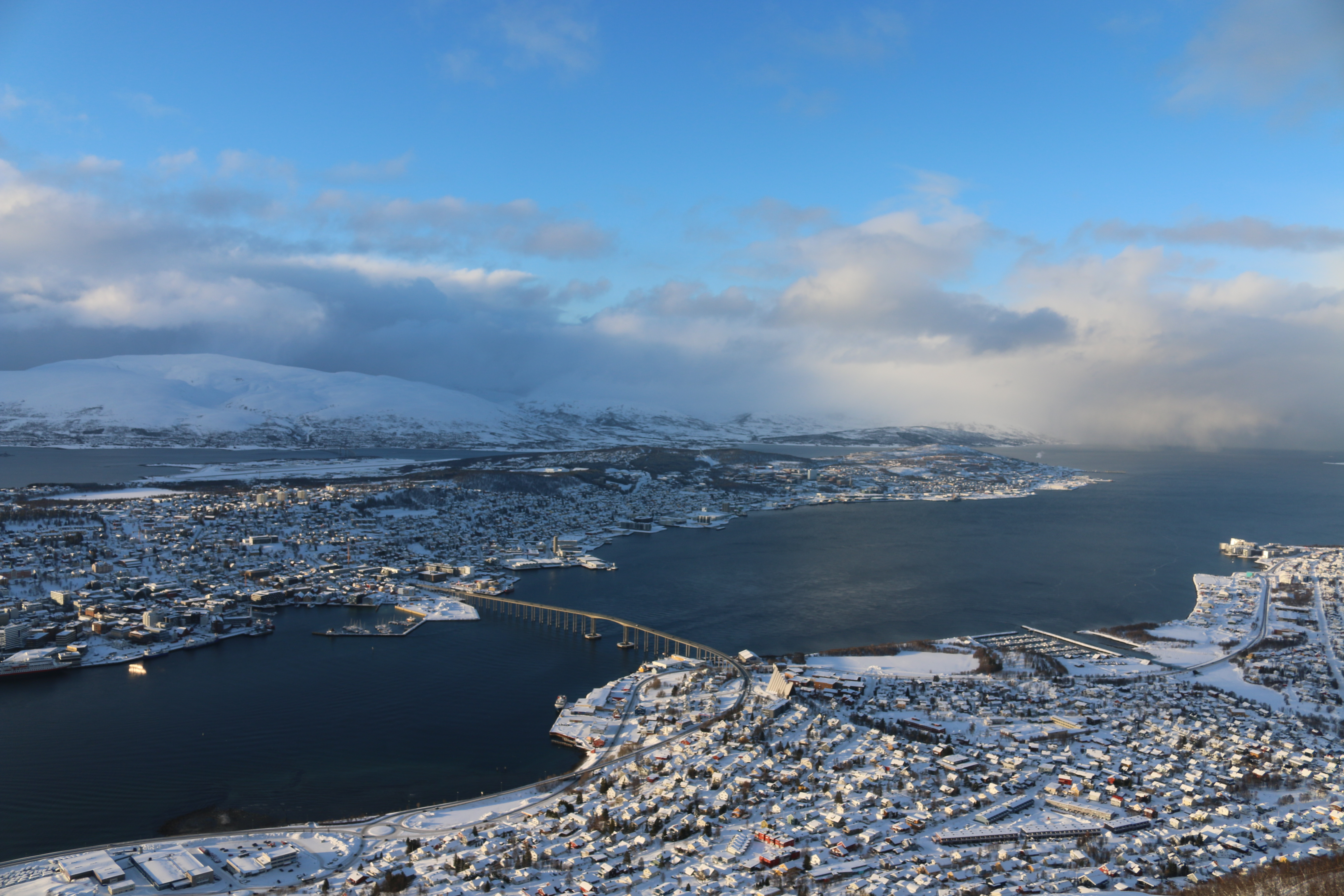
Blick vom Fjellheisen
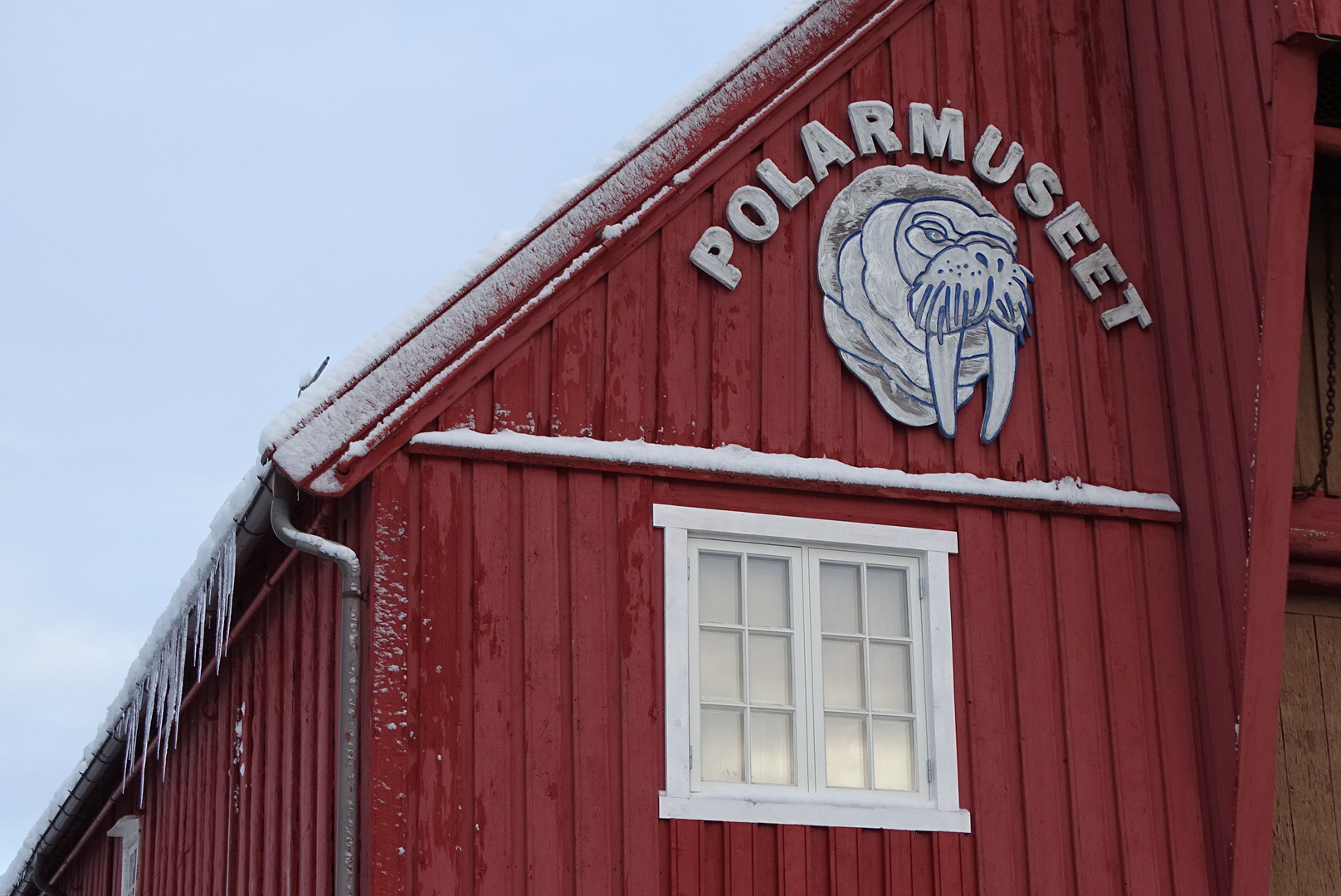
Polarmuseum Tromsø

## Name und Wappen
Das Wappen der Kommune zeigt ein silbernes Rentier auf blauem Hintergrund. Es soll unter anderem die wichtige Rolle Tromsøs für das traditionell für die Rentiere und deren Haltung bedeutende Gebiet darstellen. Das Wappen war bereits ab 1941 als Stadtwappen in Gebrauch, als es 1983 zum Wappen der Kommune wurde.
Der Name Tromsø leitet sich vom altnordischen Trums ab, wobei dessen Herkunft nicht sicher geklärt ist. Eine Erklärung legt einen Ursprung in Strums nahe, wobei sich es um eine Ableitung vom altnordischen Begriff „straumr“ (deutsch: „Strömung“), handeln würde. Ein anderer Ansatz stellt die Herkunft von „trem-“ dar, wobei auch dieses Wort auf eine Strömung zurückzuführen sei.

## Söhne und Töchter der Stadt
Bekannte in Tromsø geborene Menschen sind unter anderem Richard With, Gründer der Hurtigruten, die Sängerin Kirsti Sparboe, die Singer-Songwriterin Dagny und der Skispringer Johann André Forfang.

## Partnerstädte
Tromsø unterhält Städtepartnerschaften mit:
- Anchorage (USA), seit 1969
- Gaza (Palästinensische Autonomiegebiete), seit 2001
- Kemi (Finnland), seit 1940
- Luleå (Schweden), seit 1950
- Quetzaltenango (Guatemala), seit 1999
- Zagreb (Kroatien), seit 1971

Im Oktober 2022 beschloss das Kommunalparlament von Tromsø die Städtepartnerschaften mit den drei russischen Städten Murmansk, Archangelsk und Nadym aufzukündigen.